# Лагерка
Лагерка — деревня в Черемшанском районе Татарстана.

## Этимология названия
Само название — Лагерка (Лагерь) говорит о связи названия деревни со спецификой её поселенцев — военной. Но вот когда впервые образовался этот лагерь: или в пору Закамской черты (1656), когда это место могла использовать полевая сторожевая охрана под «проезжие станицы», или в период Закамской укреплённой линии (1732—1736 гг.) когда здесь могли размещаться военные, чаще всего летние лагеря? Скорее всего было и то, и другое. Но оседлое, постоянное население, это были отставные солдаты, появилось здесь в конце 30-х годов XVIII века.

## История
В 40-х годах отставных солдат перевели на Оренбургскую линию, а на обжитое место государством были поселены новокрещёные чуваши.
В 1782 году поселение называлось «Афонькино», и значилось здесь по переписным ведомостям 107 ревизских (мужских) душ. Некрещёное когда-то Чувашское Старое Афонькино постепенно начало креститься, новокрещёны получали земли в качестве оплаты за это обращение в новую веру. Землю, как правило, давали на новом месте. Переселенцы прибавили к старому названию и своё — Афонькино.
Через 100 лет, в 1847 году, и это пришедшее в Лагерку из Старого Афонькина население почти полностью сменилось. Люди в массовом порядке ушли на р. Урал, поскольку в этих местах их лишили льгот. В конце 1847 года в Лагерке (Добавки «Афонькино» уже не было) осталось только 3 дома чуваш-переселенцев из Афонькино, остальные 64 — вновь приезжие хозяйства. Всего тогда в деревне проживало 24 человека старожилов и 440 новопереселенцев. Откуда пришли новопереселенцы, тоже чуваши, неизвестно.
В 1859 году число населения здесь существенно не изменилось, но крестьян официально наделили землёй, совместно, в одной общине, с Мордовским Афонькино и Чувашским Афонькино — 5579 десятин в трёх деревнях в общей сложности на 678 мужских душ, в среднем на душу по 8,2 десятины.
В 1870 году в Лагерке было 90 домов и 542 человека населения, в 1886—113 домов и 722 человека, в 1897 году — 127 домов. В 1910-м здесь проживали 135 крестьянских хозяйств — 424 мужчины и 398 женщин, всего 822 человека.
В территориально-административном отношении деревня Лагерка до 1920 года относилась к Мордовско-Афонькинской волости Бугульминского уезда Самарской губернии. В 1924 г. передана в состав Татарской Автономной Советской Социалистической Республики
На данный момент в территориально-административном отношении находится в Черемшанском районе республики Татарстан.